# Svandammsplan

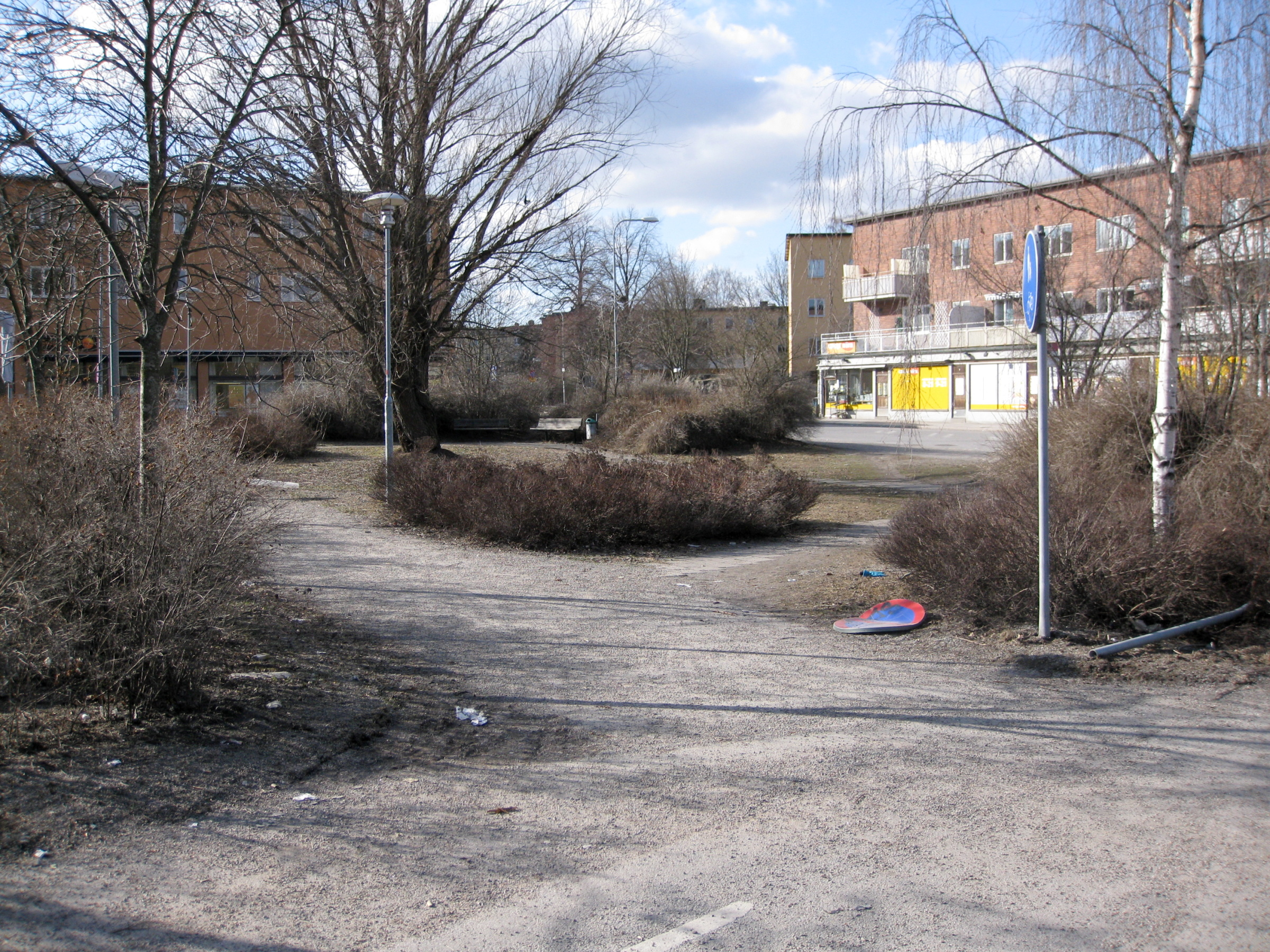
Svandammsplan

Svandammsplan är en öppen plats i stadsdelen Midsommarkransen i Söderort, Stockholm, i närheten av Telefonplan.
Svandammsplan ligger vid Tellusborgsvägen, Höstgatan, Pingstvägen och Svanhagen. Torget är cirka 50x20 meter stort, och det fick sitt namn 1938. Här finns även en mindre park.
Mellan 1927 och 1938 fanns här även en spårvagnsshållplats med samma namn.